# Calophasia angularis
Calophasia angularis là một loài bướm đêm thuộc họ Noctuidae. Loài này có ở phần phía tây của the Sahara và Maroc throughout all Bắc Phi, Riyadh, Israel, Jordan và Turkmenistan.
Con trưởng thành bay từ tháng 2 đến tháng 3. Có một lứa một năm.